# Francesco Baglietto
Francesco Baglietto, född 2 september 1826 i Voltri, Italien, död 24 februari 1916 i Genua, var en italiensk läkare och botaniker. Han var särskild uppmärksammad för sin forskning kring kryptogamer, särskilt lavar.